# Río Chico (Santa Cruz)

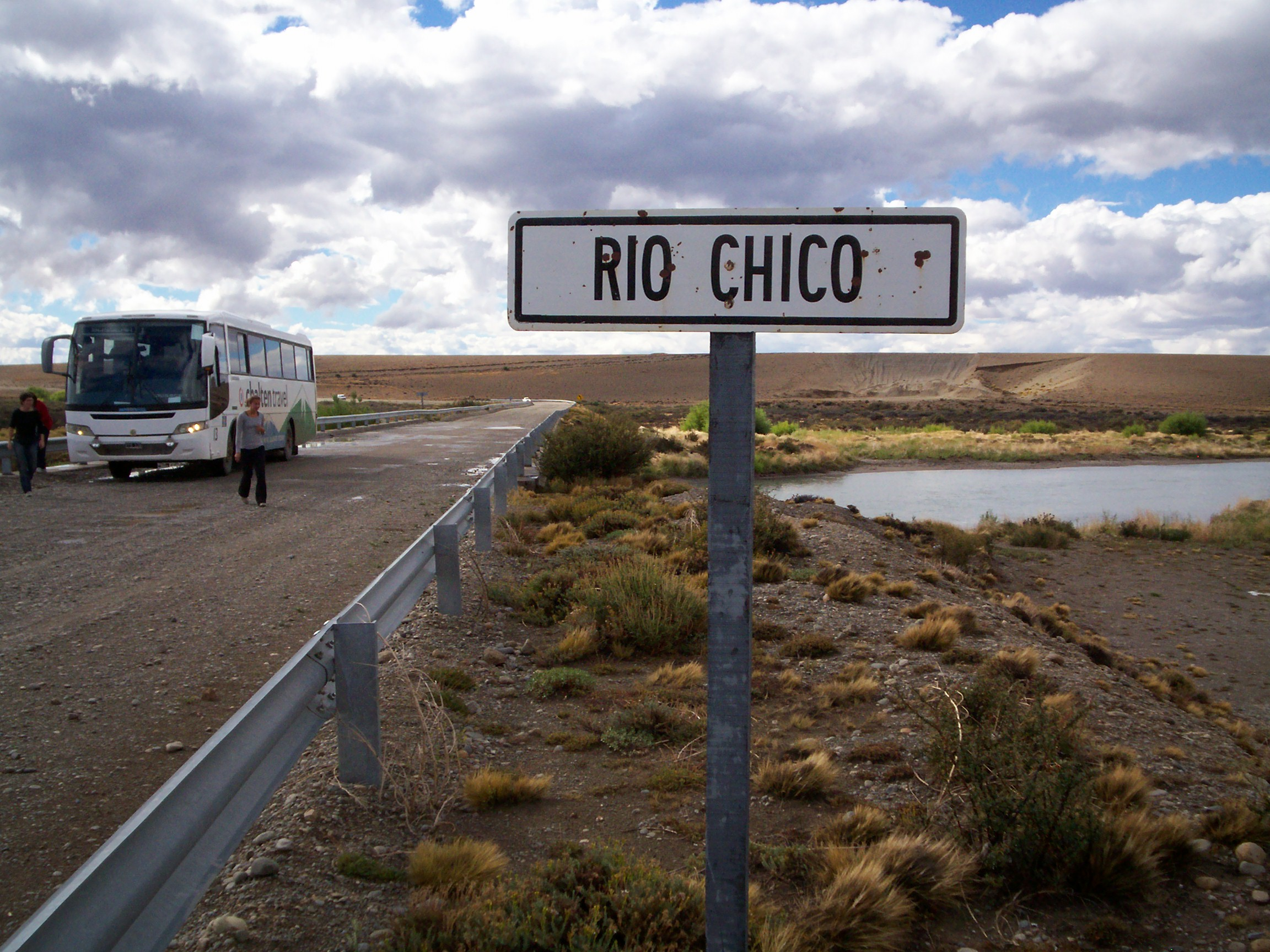
Puente de la Ruta Provincial 29 sobre el río Chico de Santa Cruz.

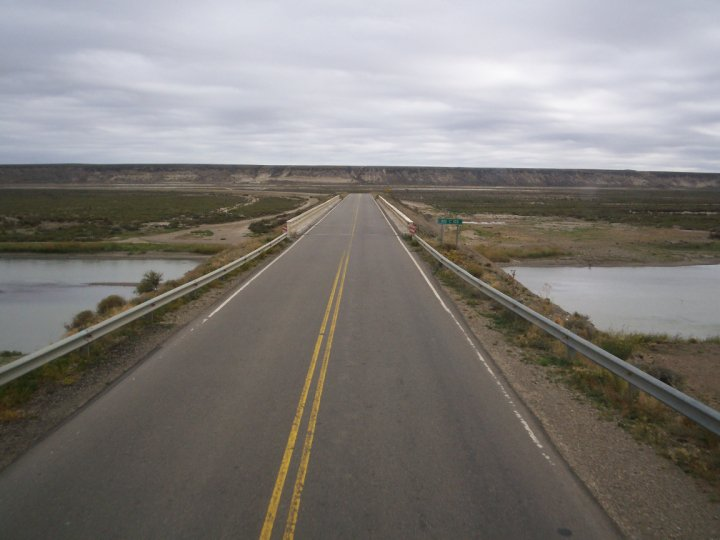
Puente de la Ruta Nacional 3 sobre el río Chico de Santa Cruz.

El río Chico de Santa Cruz es, un río de la Argentina, de unos 600 km de longitud. Está ubicado en la provincia patagónica de Santa Cruz. Los bañados y mallines del río son un hábitat para más de 60 especies de aves acuáticas.
Sus principales afluentes son el río Chalía y el río Belgrano. Desemboca junto a la ciudad de Puerto Santa Cruz, en un largo estuario sobre el mar Argentino que comparte con el río Santa Cruz.

## Historia
En 1878, el teniente de marina Carlos María Moyano exploró junto a Ramón Lista el río Chico hasta sus fuentes, descubriendo el lago Quiroga. Descubrieron varios yacimientos menores de carbón mineral, que más tarde servirían para orientar al teniente Del Castillo en la búsqueda de ese mineral, descubriéndolo bastante más al sur, en río Turbio. También exploraron los ríos Santa Cruz y Chalía.

## Recorrido
Sus nacientes se ubican en la sección norte de la Meseta de la Muerte, sector desde donde baja el arroyo homónimo que recibe por la margen derecha al río Capitán, que es emisario de los lagos Quiroga Norte y Sur; y por la margen izquierda, al río Lista. La confluencia de estos dos cursos define al río Chico que, en la localidad de Las Horquetas, recibe al río Belgrano. En ese sector, el río corre junto a la Ruta Nacional 40, hasta la localidad de Gobernador Gregores. Antes de finalizar su recorrido en el estuario del río Santa Cruz, recibe como tributario muy disminuido al río Shehuen (o Chalía).

## Hidrología
Los caudales poseen magnitudes de entre 31,340 m³/s y 16,650 m³/s, estimándose que su módulo más regular se encuentra en el orden de los 25 m³/s. Estos, son alimentados fundamentalmente por la fusión de la nieve.